# Carl Froch
Carl Martin Froch (Nottingham, 2 juli 1977) is een voormalig Britse bokser. Hij vocht in de super-middengewicht klasse. Hij hield in het verleden de WBA, WBC- en IBF-Super-middengewicht titel. 

## Amateurcarrière
Froch begon op 9-jarige leeftijd met boksen. Hij werd tot tweemaal toe Engels kampioen bij de amateurs. In 2001 haalde hij brons op de wereldkampioenschappen.

## Profcarrière
Carl Froch stond onder contract bij Matchroom, de stal van Eddie Hearn.
Op 16 maart 2002 maakte Carl Froch zijn profdebuut. Hij versloeg de Engelsman Michael Pinnock op TKO in de 4e ronde. In zijn 10e gevecht won hij de Engelse titel door Alan Page in de 7e ronde te verslaan.

### Wereldtitel
Op 6 december 2008 won Carl Froch zijn eerste wereldtitel. Hij versloeg de Canadees Jean Pascal op punten en won de WBC Super middengewicht titel. Hij verdedigde deze titel op 25 april 2009 tegen de Amerikaan Jermain Taylor. Froch ging neer in de 3e ronde en stond na 11 rondes achter op punten. Hij versloeg uiteindelijk Taylor 15 seconden voor het einde via TKO. 

### Super Six
Froch nam deel aan het Super Six toernooi waarin de beste 6 boksers uit het super-middengewicht het in toernooivorm tegen elkaar opnemen. Hij versloeg Andre Dirrell in de 1e ronde op punten, maar in zijn 2e gevecht lijdt hij zijn eerste nederlaag als prof als hij op punten verliest van de Deen Mikkel Kessler. Hij versloeg Arthur Abraham hierna overtuigend op punten. Hij haalde hierdoor de finale van het toernooi. Hij verloor echter van Andre Ward op punten

### Tweede wereldtitel
Op 26 mei 2012 versloeg Carl Froch de tot op dat moment ongeslagen Roemeen Lucian Bute op TKO in de 5e ronde en won de IBF Super-middengewicht titel. Op 25 mei 2013 is de rematch tegen Mikkel Kessler. Hij wint deze keer op punten.

### George Groves
Op 23 november 2013 verdedigde Carl Froch zijn wereldtitel tegen landgenoot George Groves. Froch gaat neer in de 1e ronde en staat de hele partij achter op punten. In de 9e ronde is Groves aangeslagen en wordt het gevecht onverwacht gestopt door de scheidsrechter. Dit leidde tot veel opschudding. In januari 2014 werd er bekendgemaakt dat er een rematch zal plaatsvinden. Deze vond plaats op 31 mei 2014 in Wembley en gaat de boeken in als 'The Battle of Britain'. Het gevecht gaat gelijk op totdat Groves in de 8e ronde knock-out gaat na een rechtse hoek van Froch. De knock-out wordt verkozen tot 'Knock-out van het jaar' in 2014.
In 2015 kondigt Carl Froch aan dat hij stopt als professioneel bokser.

## Persoonlijk
Froch is getrouwd met een Engels model en vader van 3 kinderen. Hij is supporter van Nottingham Forest. Hij nam in 2013 deel aan het dansprogramma 'Stepping out'. Na zijn bokscarrière werd hij analist van bokswedstrijden op Sky Sports. Er is een biografie over hem geschreven genaamd 'The Cobra, my story'.